# 大和市立北大和小学校
大和市立北大和小学校（やまとしりつ きたやまとしょうがっこう）は、神奈川県大和市にある公立小学校。通称は「北小」（きたしょう）。
プールを解体した後、2020年に新校舎が完成した。

## 沿革
- 1948年12月15日 - 開校記念日
- 1948年12月25日 - 校舎落成
- 1954年9月28日 - 校歌制定
- 1969年9月24日 - プール完成
- 1977年3月9日 - 体育館完成
- 1982年4月1日 - 中央林間小学校と分離

## 主な出身者
- 本田仁海[1] - プロ野球選手、オリックス・バファローズ。

## 所在地
- 神奈川県大和市下鶴間685

## 通学地域
- 下鶴間の一部
- つきみ野1丁目 - 5丁目

## 進学先
- 大和市立つきみ野中学校